# Kurzzeichen (Kunststoff)
Kurzzeichen bzw. Kurzbezeichnungen für Polymere sind Abkürzungen von chemischen Bezeichnungen wichtiger Polymere, die für Kunststoffe verwendet werden. Die dafür verwendeten Großbuchstabenfolgen sind in ISO 1043-1:2016-09 (Kunststoffe – Kennbuchstaben und Kurzzeichen), DIN ISO 1629:2015-03 (Kautschuk und Latices) und DIN EN ISO 18064:2015-03 (Thermoplastische Elastomere) genormt. Weitgehende Übereinstimmung besteht mit dem US-amerikanischen Standard ASTM D 1418-79.
Für Chemiefasern erfolgt die Normung in DIN ISO 2076:2014-03 (Textilien - Chemiefasern - Gattungsnamen ).

## Verwendung
Kunststoff-Verpackungen werden international nach verschiedenen Richtlinien mit einem Recycling-Code gekennzeichnet, der einige der unten aufgeführten Kurzzeichen enthalten kann.
In der EU fordern das Nordic Ecolabel und Green Public Procurement (deutsch Ökologisches öffentliches Beschaffungswesen) die Kennzeichnung von Bauteilen elektronischer Geräte ab einem Gewicht von 25 Gramm bzw. bei bildgebenden Geräten mit einer ebenen Fläche ab 200 mm², gemäß ISO 11469 (DIN EN ISO 11469 Kunststoffe - Sortenspezifische Identifizierung und Kennzeichnung von Kunststoff-Formteilen) erforderlich.

## Kurzzeichen
| Kurzzeichen | Name | Trivialname/Markenname |  |
| --- | --- | --- |  |
| AB, siehe auch NBR (Nitril-Butadien-Kautschuk) | Acrylnitril-Butadien-Copolymer, Acrylnitril-Butadien-Kautschuk | Nitril, Nitrilkautschuk; Perbunan, Krynac, Baymod |  |
| ABS | Acrylnitril-Butadien-Styrol-Copolymer | Cycolac, Polylac, Novodur |  |
| ACM | Acrylatkautschuk, Polyacrylat-Kautschuk | Noxtite, Hytemp, Nipol AR |  |
| ACS | Acrylnitril-(chloriertes Polyethylen)-Styrol | |  |
| AEPDS | Acrylnitril-(Ethylen-Propylen-Dien)-Styrol | |  |
| AEM | Acrylat-Ethylen-Polymethylen-Kautschuk | |  |
| AMMA | Acrylnitril-Methylmethacrylat | |  |
| APAO, APO | Amorphe Polyalphaolefine, überwiegend Polypropylen | |  |
| APP | Ataktisches Polypropylen | |  |
| ASA | Acrylnitril-Styrol-Acrylat-Copolymer | Luran S |  |
| AU, EU | Polyester-Urethan-Kautschuk, Polyester-Urethan/Polyether-Urethan | Urepan, Adiprene, Vibrathane, Zurcon, Pellethan, Vulcollan, Desmopan |  |
| BR | Polybutadien, Butadien-Kautschuk (engl. butadiene rubber) | |  |
| CA | Celluloseacetat | Cellidot, Cellidor, Rhodoid, Trolit |  |
| CAB | Celluloseacetatbutyrat | Cellidor, Tenite, Triafol |  |
| CN | Cellulosenitrat | Zelluloid, Ledasto, Xylonite |  |
| CNT | Kohlenstoffnanoröhren (engl. carbon nanotubes) | |  |
| CO, ECO, ETER | Epichlorhydrin-Kautschuk | Herclor, Hydrin |  |
| COC | Cycloolefin-Copolymere | Topas |  |
| CPP, Cast PP | ungerecktes Polypropylen (PP) | |  |
| CR | Chloropren-Kautschuk | Neopren, Pattex, Baypren |  |
| CSF, CS | Casein-Formaldehyd | Erinoid, Galalith |  |
| CSM | chlorsulfoniertes Polyethylen, Chlorsulphonyl-Polyethylen-Kautschuk | Hypalon, Lutrigen |  |
| CTFE | Chlortrifluorethylen | |  |
| E | Ethen | |  |
| EBAK, bevorzugtes Kurzzeichen für EBA | Ethylen-Butylacrylat-Kunststoff, Ethylen-Butylacrylat-Copolymer | |  |
| ECB | Ethylen-Copolymer-Bitumen | Lucobit |  |
| ECO, ETER, CO | Epichlorhydrin-Kautschuk | Herclor, Hydrin |  |
| ECTFE | Ethylen-Chlortrifluorethylen | Halar |  |
| EEAK | Ethylen-Ethylacrylat-Kunststoff, Ethylen-Ethylacrylat-Copolymer | Primacor, Lotryl |  |
| EFEP | Ethylen-Tetrafluorethylen-Hexafluorpropylen-Fluorterpolymer | Neoflon |  |
| ELO | Leinöl-Epoxid (engl. epoxidized lineseed-oil) | |  |
| EMA | Ethylen-Methylacrylat-Copolymer | |  |
| EP | Epoxidharz | Araldit, Lekutherm, Epoxin |  |
| EPDM | Ethylen-Propylen-Dien-Kautschuk | Keltan, Dutral, Vistalon, Buna EP |  |
| E/P, früher auch EPM | Ethylen-Propylen-Copolymer | |  |
| ETER, CO, ECO | Epichlorhydrin-Kautschuk | Herclor, Hydrin |  |
| ETFE | Ethylen-Tetrafluorethylen-Copolymer | Tefzel |  |
| EU, siehe AU | | |  |
| EVAC, früher auch EVA | Ethylen-Vinylacetat-Copolymer | |  |
| EVAL, EVOH | Ethylen-Vinylalkohol-Copolymer | |  |
| FEP, bevorzugtes Kurzzeichen für PFEP | Perfluor (Ethylen-Propylen-)Kunststoff, Fluorethylenpropylen, Polyfluorethylenpropylen; Tetrafluorethylen-Hexafluorpropylen-Copolymer (TFEP) | Teflon G |  |
| FEPM (TFE/P) | Tetrafluorethylen-Propylen-Copolymer-Kautschuk | Aflas |  |
| FFKM, FFPM | perflourierter Kautschuk, bei dem alle Substituenten der Polymerkette Fluor-, Perfluoralkyl oder Perfluoralkyloxy-Gruppen sind, Perfluorierter Kautschuk | Kalrez, Isolast, Chemraz, Perlast, Tecnoflon PFR, DAI-EL (Daikin Industries) |  |
| FKM (ASTM)(ISO 1629; früher: FPM) | Fluor-Polymer-Kautschuk | Viton, Tecnoflon FKM, Dai-El bzw. DAI-EL (Daikin Industries), Fluorel |  |
| FKW, HFC, H-FKW | Fluorkohlenwasserstoffe (engl. hydrofluorocarbons), Organofluorverbindungen, teilweise halogeniert: H-FKW | |  |
| FPO | Flexible Polyolefine | |  |
| FVMQ (ASTM), MFQ (ISO 1629) | Fluorsilikon-Kautschuk bzw. Fluor-Silikon-Kautschuk (Siliconkautschuk mit Methyl-, Vinyl- und Flour-Gruppen an der Polymerkette) | Silastic |  |
| HFC, FKW, H-FKW | Fluorkohlenwasserstoffe (engl. hydrofluorocarbons), Organofluorverbindungen | |  |
| HFP | Hexafluorpropylen | |  |
| HNBR, siehe auch AB (Acrylnitril-Butadien-Copolymer, Acrylnitril-Butadien-Kautschuk) und NBR                                                                     | Hydrierter Nitril-Butadien-Kautschuk bzw. NBR-Elastomer | Therban, Zetpol |  |
| IIR; (Halogen-Butylkautschuk CIIR, BIIR) | Isobuten-Isopren-Kautschuk, Butylkautschuk | Polysar, Bucar, Esso Butyl |  |
| IPP | Isotaktisches Polypropylen | |  |
| IR | Isopren-Kautschuk | |  |
| LCP | Flüssigkristall-Polymer (Liquid Crystal Polymer) | Vectra |  |
| MABS | Methylmethacrylat-Acrylnitril-Butadien-Styrol-Kunststoff, Methylmethacrylat modifiziertes ABS | Terlux, Zylar |  |
| MBS | Methylmethacrylat-Butadien-Styrol-Kunststoff | |  |
| MF | Melamin-Formaldehyd-Harz | |  |
| MFA | Modifizierte Fluoralkoxy-Polymere, Tetrafluorethylen/Perfluormethylvinylether (PMVE) | |  |
| MPF | Melamin-Phenol-Formaldehyd-Harz | |  |
| NBR, siehe auch AB (Acrylnitril-Butadien-Kautschuk) | Nitril-Butadien-Kautschuk | Nitril, Nitrilkautschuk; Perbunan NT, Krynac, Baymod, Europrene, Krynac, Nipol N, Breon                                                                                                 |  |
| NR, WR | Naturkautschuk | |  |
| P | Propylen auch Propen (engl. Propylene oder Propene), aus dem farblosen Gas entsteht durch Polymerisation Polypropylen | |  |
| PA; PA-G, PA-E ( PA 4.6 / PA 6 / PA 6.6 / PA 6.12 / PA 12) | Polyamid | Nylon (PA 6.6), Perlon (PA 6), Zytel, Durethan, Dinalon, Leona, Grilon, Grilamid |  |
| PA 6/3T (PA TMDT), (PA NDT/INDT), PA 6-3-T/XX | Polyamid (Terephthalsäure und 2,2,4- /2,4,4-Trimethylhexamethylendiamin) | Trogamid T, Trogamid T5000 |  |
| Biobasierte Polyamide (PA 4.10 / PA 6.10 / PA 10.10 / PA 10.12 / PA 11)                                                                                          | Polyamide aus Rizinusöl (11-Aminoundecansäure, Sebacinsäure) | Rilsan, EcoPaXX™, Technyl eXten, Vestamid Terra DS, Zytel |  |
| PA-PACM 12 | | Trogamid CX, Qiana |  |
| PA-O, O-PA | (biaxial) (monoaxial) orientiertes (gerecktes) Polyamid | |  |
| PAEK | Polyaryletherketon | Victrex |  |
| PAI | Polyamidimid | Torlon, Tecator |  |
| PAK | Polyacrylate | |  |
| PAN | Polyacrylnitril | Orlon, Dralon, Acrilan |  |
| PANI | Polyanilin | |  |
| PAR | Polyarylate | |  |
| PARA, PA MXD6 | Polyarylamid | Ixef |  |
| PB | Polybuten | |  |
| PBAT | Polybutyratadipat-Terephthalat | Ecoflex |  |
| PBI | Polybenzimidazol | Celazole |  |
| PBT, PBTP, PTMT | Polybutylenterephthalat, Polytetramethylenterephthalat | Crastin |  |
| PC; PC-UVP, PC-AS, vergütetes PC | Polycarbonat | Makrolon, Lexan, Merlon |  |
| PCL | Polycaprolacton | Monocryl |  |
| PCT | Polycyclohexylendimethylenterephthalat | Eastar, Thermx |  |
| PCTFE | Polychlortrifluorethylen | Aclar, Hostaflon, Neoflon |  |
| PDAP | Polydiallylphthalat | |  |
| PDCPD | Polydicyclopentadien | |  |
| PDS, PPDX oder PPDO | Poly-p-dioxanon | PDS II; Ethicon |  |
| PE | Polyethylen | Hostalen, Lupolen, Vestolen, Bio-PE (I'm green™; Braskem) |  |
| PE-C | chloriertes Polyethylen | Tyrin™ |  |
| PE-HD (PE63, PE 63, PE80, PE 80, PE100, PE 100; PE-300) | Polyethylen, hohe Dichte PE 63: MRS-Wert ≥ 6,3 PE 80: MRS-Wert ≥ 8 PE 100: MRS-Wert ≥ 10 | Hostalen |  |
| PE-HMW (PE-500) | Polyethylen, hochmolekular, hohe Molmasse | |  |
| PE-LD | Polyethylen, niedrige Dichte | Hostalen |  |
| PE-LLD | Polyethylen, linear, niedrige Dichte | Hostalen |  |
| PE-MD | Polyethylen, mittlere Dichte | |  |
| PE-UHMW (PE-1000) | Polyethylen, ultrahochmolekular, sehr hohe Molmasse | |  |
| PE-VLD | Polyethylen, sehr niedrige Dichte | |  |
| PE-ULD | Polyethylen, ultra niedrige Dichte | |  |
| PE-X (PE-Xa, PE-Xb, PE-Xc, PE-Xe), XLPE, früher VPE | vernetztes Polyethylen PE-Xa - Peroxid-vernetzt PE-Xb - Silan-vernetzt PE-Xc - Elektronenstrahl-vernetzt PE-Xe - UV-vernetzt | |  |
| PE-MDX (PE-MDXa, PE-MDXb, PE-MDXc, PE-MDXe) | vernetztes Polyethylen, mittlere Dichte; zur Kennzeichnung der Art der Vernetzung siehe obige Spalte PE-X (...) | |  |
| PE-RT | Polyethylen mit erhöhter Temperaturbeständigkeit | |  |
| PEBA (ein TPE-A) | Polyether-Block-Amid | Pebax, Vestamid |  |
| PEC | Polyestercarbonat | |  |
| PEDOT, PEDT; (PSS) | Poly-3,4-ethylendioxythiophen | |  |
| PEG | Polyethylenglycol | Macrogol, Carbowax |  |
| PEEK | Polyetheretherketon | Victrex, Kadel, Vestakeep |  |
| PEEK-CF | Carbonfaserverstärktes PEEK | Victrex |  |
| PEEK-HT | hochtemperatur PEEK | Victrex-HT |  |
| PEEST | Polyetherester | Sympatex |  |
| PEI | Polyetherimid | Ultem |  |
| PEI | Polyethylenimin | |  |
| PEK | Polyetherketon | |  |
| PEKEKK | Polyetherketon-etherketonketon | Victrex-SC |  |
| PEN | Polyethylennaphthalat | Teonex, Kaladex |  |
| PES | Polyester(-Faser) | |  |
| PESU | Polyethersulfon | Ultrason |  |
| PET (PES); A-PET, C-PET; PET-Blend | Polyethylenterephthalat | Impet, Rynite, Dacron, Terylen, Vestan |  |
| PET-G | Glycol modifiziertes PET | |  |
| PET (hochmolekular); PET-HM-X, PET-UHM-X, PET-135-R, PET-145-X, PET-155-X                                                                                        | | Petko |  |
| PET-(B)(M)O, (B)(M)O-PET | (biaxial)(monoaxial) orientiertes (gerecktes) PET | Mylar, Melinex, Hostaphan |  |
| PF | Phenol-Formaldehyd-Harz | Bakelit, Luphen |  |
| PFA, TFA | Perfluoralkoxy-Polymere, Tetrafluorethylen-Perfluoralkylvinylether | Teflon-PFA, Dyneon, Hyflon |  |
| PFAS, PFT | Per- und polyfluorierte Alkylverbindungen (engl. per- and polyfluoroalkyl substances), früher auch: Perfluorierte Tenside (engl. fluorosurfactants, fluorinated surfactant oder perfluorinated alkylated substance) PFT | |  |
| PFC | Perfluorcarbone | |  |
| PFCA, TFA | Perfluorcycloalkene | |  |
| PFOA | Perfluoroctansäure | |  |
| PFOS | Perfluoroctansulfonat | |  |
| PFPE | Perfluorpolyether | Krytox, Fomblin, Galden, Solvera |  |
| PFT, PFAS | Perfluorierte Tenside (engl. fluorosurfactants, fluorinated surfactant oder perfluorinated alkylated substance), heute: Per- und polyfluorierte Alkylverbindungen (engl. per- and polyfluoroalkyl substances) PFAS | |  |
| PGA, PGS | Polyglycolsäure | Dexon |  |
| PHA | Polyhydroxyalkanoate | Kaneka, Metabolix, Mitsubishi |  |
| PHB | Polyhydroxybutyrat | Biopol |  |
| PHBV | PHB/PHV-Copolymer | Biomer L, Biopol |  |
| PHEMA | Polyhydroxylethylmethacrylat | |  |
| PHT | Polyhexamethylenterephtalat (englisch polyhexamethylene terephthalate) | siehe auch PTT |  |
| PI | Polyimid | Vespel, Kapton |  |
| PIB | Polyisobuten | Repanol, Vestolen-BT, Oppanol-B |  |
| PIPD | Polyhydrochinon-diimidazopyridin | M-5 |  |
| PIR | Polyisocyanurate | PIR- und PUR-Hartschaumplatten werden nach der DIN EN 13165 „Wärmedämmstoffe für Gebäude“ als Polyurethan-Hartschaum mit dem Kurzzeichen PU zusammengefasst.                            |  |
| PK | Polyketon | Akrotek PK, Grinyl K, Carilon |  |
| PLA | Polylactide, poly(lactic acid) | Resomer, NatureWorks-PLA, Mitsui (Lacea), Hycail |  |
| PLGA | Polylactid-co-Glycolid | Resomer, Vicryl |  |
| PLLA | Poly(l-lactide), poly(L-lactic acid), poly[(S)-lactic acid] | |  |
| PMA | Poly(methyl acrylate) | |  |
| PMCA | Polymethylchloracrylat | Acronal, Stabol, Plexigum |  |
| PMI | Polymethacrylimid | Rohacell |  |
| PMMA, PMMA-XT, PMMA-GS | Polymethylmethacrylat | Plexiglas, Acrylglas, Paraglas, Lucit, Degalan |  |
| PMMI | Polymethacrylmethylimid | |  |
| PMP | Polymethylpenten | TPX |  |
| PMVE | Perfluormethylvinylether | |  |
| PNB | Polynorbornen | |  |
| PNR | Polynorbornen-Kautschuk | |  |
| POM; POM-H, POM-C; (Dupont; POM-Z, POM-I, POM-I-CD, POM-X25, POM-MD(X), (POM + PTFE)-Z)                                                                          | Polyoxymethylen (Polyacetal) | Delrin, Hostaform-C, Vestolen-P |  |
| PP (PP-F, PP-HC, PP-E, PP-Q, PP-R, PP-B, PP-HT, PP-RCT, PP-MD, PP-QD, PP-HM, PP-S-EL, PP-S, PP-R-S-EL, PP-H, PP-H-alpha, PP-H-beta, PP-HI (HIPP); aPP; iPP; sPP) | Polypropylen PP-B: Blockcopolymer PP-E PP-EL: elektrisch leitfähig, (gering entflammbar) PP-F PP-H: Homopolymer PP-H-alpha PP-H-beta PP-HC PP-HI (HIPP) PP-HM PP-HT PP-MD PP-Q PP-QD PP-R: Random-Copolymer PP-RCT PP-R-S PP-S aPP (ataktisch): amorph (ähnlich unvulkanisiertem Kautschuk), Verwendung als Teppich-Beschichtung, Schmelzklebstoff oder Dichtungsmasse iPP (isotaktisch): Kristallinitätsgrad meist bei 30–60 % sPP (syndiotaktisch): weniger kristallin; wird nicht in industriellem Maßstab produziert | Vestolen, Hostalen-PP |  |
| CPP, Cast PP | ungerecktes PP | |  |
| PP-O(B)(M), (B)(M)O-PP | (biaxial) (monoaxial) orientiertes (gerecktes) PP | Walothen, Propafilm |  |
| PP-C, PP-CoPo (Co) | Polypropylen; Copolymer | |  |
| PP-H, PP-Ho | Polypropylen; Homopolymer | |  |
| PPA, PA 6/6T, PA 6T/6I, PA6I/6T, PA 6T/66, PA 6T/XT, PA 9/T, PA 10T/X, PA PDA-T                                                                                  | Polyphthalamide, Partiell aromatische Polyamide, teilaromatische Polyamide, halb kristalline aromatische Polyamide (PA) | Zytel, Grivory |  |
| PPBO, PBO | Poly(p-phenylen-2,6-benzobisoxazol) | Zylon |  |
| PPE, früher PPO | Polyphenylenether | |  |
| PPP | Polyparaphenylen | Tecamax SRP |  |
| PPS | Polyphenylensulfid | Fortron, Ryton, Tecatron |  |
| PPS-HPV | PPS + Additiv | Techtron |  |
| PPSU | Polyphenylensulfon | Ultrason, Radel |  |
| PPTA (PPDT), PMPI (PPTI) | Aramid; Poly-m-Phenylen-Terephthalamid, Poly-m-Phenylen-Isophthalamid | |  |
| PPV | Poly(p-phenylen-vinylen) | |  |
| PPVE | Perfluorpropylvinylether | |  |
| PPy | Polypyrrol | |  |
| PPX | Polyparaxylylen | Parylen |  |
| PS | Polystyrol | |  |
| PS-E, PS EPS | Polystyrol, expandiert (verschäumt) | Styropor, Styroflex, Vestyron, Luran |  |
| PS-HI, HIPS | hoch schlagzähes Polystyrol | |  |
| iPS | isotaktisches Polystyrol | |  |
| sPS | syndiotaktisches Polystyrol | |  |
| PS-S | Polystyrolsulfonat | |  |
| PS-X | vernetztes Polystyrol, Styrol-Divinylbenzol-Copolymer | |  |
| PS XPS | extrudiertes Polystyrol | Styrodur, Austrodur |  |
| PSU | Polysulfon | Udel |  |
| PTFE, (PTFE-MI-mod.; PTFE-Compound) | Polytetrafluorethylen | Teflon, Turcon, Gore-Tex |  |
| PTFE-AF (Amorph Fluor) | Tetrafluorethylen/Bistrifluormethyl-Difluor-Dioxalan, Polytetrafluorethylen-4,5-Difluor-2,2-bis(trifluormethyl)-1,3-dioxol | Teflon-AF |  |
| PTFE-E | expandiertes (gerecktes) PTFE | Gore-Tex, Kuboflon |  |
| PT | Polythiophen | |  |
| PTMC | Polytrimethylencarbonat | |  |
| PTMT, siehe PBT (Polybutylenterephthalat) | | |  |
| PTT | Polytrimethylenterephthalat | Triexta; DuPont Sorona |  |
| PU | Polyurethan | PIR- und PUR-Hartschaumplatten werden nach der DIN EN 13165 „Wärmedämmstoffe für Gebäude“ als Polyurethan-Hartschaum mit dem Kurzzeichen PU zusammengefasst.                            |  |
| PUR; PUR-H (hart), PUR-I (integral), PUR-M (massiv), PUR-W (weich), T-PUR                                                                                        | Polyurethan | Vulkollan, Desmodur, Moltopren |  |
| PVAL | Polyvinylalkohol | |  |
| PVAC | Polyvinylacetat | Vinnapas |  |
| PVC (E-PVC, S-PVC, M-PVC) | Polyvinylchlorid, Vinyl | Vestolit, Vinnolit, Ekadur, Decelith, Gölzalith, Vinidur, Trovidur, Hostalit, Lucalor, Corzan, Glastoferan (PVC-C) und Ekalit, Dekelith, Mipolam, und Piviacid (Faserstoff-PVC der DDR) |  |
| PVC-U (PVC-R) | Weichmacherfreies Polyvinylchlorid (engl. unplasticized); u. a. Verwendung für Kunststoffrohre | |  |
| PVC-P (PVC-F) | Polyvinylchlorid mit Weichmacher | Barrisol (Weich-PVC für Spanndecken), Igelit (Weich-PVC) |  |
| PVC-C | Chloriertes bzw. postchloriertes Polyvinylchlorid | Corzan; u. a. Verwendung für Kunststoffrohre (z. B. Glastoferan, TemperFIP100) |  |
| PVC-HI | hochschlagzähes (high impact) Polyvinylchlorid | |  |
| PVDC | Polyvinylidenchlorid | Diofan-D, Geon, Ixan |  |
| PVDF | Polyvinylidenfluorid | Kynar, Solef, Hylar |  |
| PVF | Polyvinylfluorid | Tedlar |  |
| PVFO | Polyvinylformal | Rhovinal |  |
| PVK | Polyvinylcarbazol | |  |
| PVP | Polyvinylpyrrolidon | |  |
| SAN | Styrol-Acrylnitril-Copolymer | |  |
| SBR, SB | Styrol-Butadien-Kautschuk, Styrol-Butadien-Copolymer | Buna S, Europrene, Polysar S |  |
| SBS | Styrol-Butadien-Styrol, Styrol-Butadien-Blockcopolymer | |  |
| SI, (SR) Q; VMQ (MVQ), PMQ (MPQ), FMQ, MQ, PVMQ, FVMQ (MVFQ) | Silikone (engl. silicone plastic), Silikon-Kautschuk | |  |
| SIR | Styrol-Isopren-Kautschuk | |  |
| SMMA | Styrol-Methylmethacrylat | NAS, Acrystex |  |
| sPS | syndiotaktisches Polystyrol (PS) | |  |
| TFE (TFE/P siehe FEPM) | Tetrafluorethylen | |  |
| THV, TFB (TFE-HFP-VDF) | Tetrafluorethylen-Hexafluorpropylen-Vinylidenfluorid | Dyneon |  |
| TPE; TPE-E, TPE-S, TPE-V, TPE-O, TPE-EVA, TPE-U, TPE-A TPE-E-OXL, TPE-O-XL, TPE-E-RMPP                                                                           | Thermoplastische Elastomere (Elastoplaste oder engl. thermoplastic rubber(TPR)) | |  |
| TPR | Thermoplastic rubber, auf Deutsch Thermoplastische Elastomere (Kürzel TPE) | |  |
| TPS | Thermoplastische Stärke | |  |
| TWT (nach ASTM D 1418-79) | Polysulfid-Kautschuk | Thiokol |  |
| UF | Harnstoff-Formaldehyd-Harz | Carbalit, Iporka |  |
| UP, UPR | Ungesättigtes Polyesterharz (engl. unsaturated polyester resin) | Lotrene, Lorcacel |  |
| uPVC | unplasticized PVC, siehe PVC-U | |  |
| VDF, VF2 | 1,1-Difluorethen | |  |
| VF1 | Fluorethen | |  |
| VF2, VDF | 1,1-Difluorethen | |  |
| VMQ | Methyl-Vinyl-Silikon-Kautschuk | Elastoseal, Rhodorsil, Silastic, Silopren |  |
| WR, siehe NR | | |  |

## Kennbuchstaben
Zur Kennzeichnung besonderer Eigenschaften können nach einem Bindestrich weitere Kennbuchstaben folgen, die auf besondere Eigenschaften hinweisen:
- A: säuremodifiziert (engl. acid modified); amorph; adipat
- a: ataktisch
- B: Block; bromiert; biaxial
- C: chloriert; kristallin (engl. crystalline); isotaktisch
- D: Dichte (engl. density)
- E: verschäumt (engl. expanded), verschäumbar (engl. expandable); epoxidiert
- F: flexibel; flüssig; fluoriert; fasergefüllt (engl. fibre); (flammresistent)
- G: glycol-modifiziert
- H: hoch; homo(gen)
- i: isotaktisch
- I: schlagzäh (engl. impact resistant)
- L: linear; niedrig (engl. low)
- M: mittel; molekular; mineralgefüllt; mehrschichtig (engl. multilayered)[21]
- N: normal
- O: orientiert
- P: weichmacherhaltig (engl. plasticizer)
- Q: compound (Verbundmaterial)
- R: erhöht (engl. raised); Resol; random; widerstandsfähig (engl. resistant)
- s: syndiotaktisch
- S: gesättigt (saturated); sulfoniert; einschichtig (engl. single-layered)[21]; schwerentflammbar
- T: Temperatur; temperaturbeständig (duroplastisch); thermoplastisch; zäh (engl. tough); modifiziert (engl. treated); (Trinkwasser)
- U: ultra; weichmacherfrei (engl. unplasticized); ungesättigt; seltener auch: UV-stabilisiert
- V: sehr (engl. very); (Vulkanisat)
- W: Gewicht (engl. weight)
- X: vernetzt, vernetzbar (auch XL für engl. cross-linked); (extrudiert); (X-Ray detectable)

### Kennbuchstaben-Kombinationen
- AS (AST): antistatisch
- CD: conductive discharge (elektrisch ableitfähig)
- CF: kohlenstofffaserverstärkt (engl. carbon fibre)
- CO: coextrudiert
- CS: Kohlenstoff (Graphit)
- EL: elektrisch leitfähig
- FC: food contact (lebensmittelecht)
- FHF, HFFR: flammwidrig halogenfrei
- FL: flammresistent
- FR: (engl. flame retardant)[3]
- GF: glasfaserverstärkt (engl. glass fibre)[3]
- GP: universell einsetzbar (engl. general purpose)
- GS: gegossen
- HD: high density (hohe Dichte)[3]
- HI: schlagfest/zäh (engl. high impact); schwerentflammbar (engl. hardly inflammable)[21]
- LFT: langfaserverstärkt
- LD: low density (niedrige Dichte)[3]
- LSG: life science grade (medical grade) - zum direkten Kontakt mit Blut oder Körpergewebe geeignet[22]
- MD: Mineral in Pulverform (engl. mineral powder);[3] metal detectable
- MG: medical grade - zum direkten Kontakt mit Blut oder Körpergewebe[22]
- MOD: modifiziert
- MRS: minimum required strength
- MT: zum direkten Kontakt mit Blut oder Körpergewebe geeignet (engl. medical technology, siehe LSG)[22]
- QD: Silikat in Pulverform
- RM: gummimodifiziert (engl. rubber modified)
- RP: erhöhte Druckbeständigkeit (engl. raised pressure)[21]
- RT: erhöhte Temperaturbeständigkeit (engl. raised temperature)[21]
- TF: teflonverstärkt (engl. teflon fibre)
- TP: Thermoplast (engl. thermoplastic)[3]
- UV: UV-stabilisiert
- Xa: Peroxid-vernetzt
- Xb: Silan-vernetzt
- Xc: Elektronenstrahl-vernetzt
- Xe: UV-vernetzt
- XL: vernetzt (engl. cross-linked)
- XT: extrudiert